# Qorlortorsuaq
Qorlortorsuaq je farma v kraji Kujalleq v Grónsku. Nachází se u stejnojmenného vodopádu, který je největší vodopád v Grónsku. V roce 2017 tu žili 3 farmáři. Nachází se tu také vodní elektrárna. Chovají se tu především pstruzi, takže je to jediná aktivní pstruží farma v Grónsku (existovala ještě pstruží farma s názvem Eqaluit, ta byla však v roce 2005 uzavřena).